# Lucky 7’s
Lucky Sevens (стилизовано как Lucky 7’s, с англ. — «Счастливые семёрки») — дебютный студийный альбом группы Operation Plasticine выпуск которого состоялся в 2011 году, «Lucky Sevens» является первым концептуальным альбомом группы.

## Информация об альбоме

### Предыстория
В 2009 году группа распускается в связи с уходом вокалистки Светланы Бурлак «Белки». После роспуска в январе 2010 года басист Алексей Разумов уговаривает Анатолия Царёва создать заново группу. Первый концерт после творческого перерыва группа собирает полный зал в одном из московских клубов также и в других городах концерты были встречены аншлагом в Нижнем Новгороде, Санкт-Петербурге и Тамбове. Весной 2010 года коллектив отправляется в тур под названием Vesna-tour. В течение нескольких месяцев репетиций с обновлённым составом появляется новая концертная программа, которая войдет в основу студийного альбома. Звучание группы кардинально меняется за счёт скрипки на постоянной основе.

### Создание альбома
Впервые было решено объединить концертную программу воедино ранее группа представляла по отдельности акустическую программу так и электрическую и чтение стихов. Было решено использовать эту же схему при записи альбома поделив на три составляющих акта среди них: «Электричество», «Акустика», «Стихи». Первый акт записывался в студии АиБ Records под руководством Павла Конфеткина и Сергея Левченко помимо записи Левченко занимался сведением и мастерингом «Электричества». Второй и третий акт записывались в тамбовской студии Heroshima Lab сведение и мастеринг проводились там же Степаном Ивановым. Автором всех текстов и стихов выступил «рйн» кроме песни «Крыша, мальчик и сова» авторство принадлежит советской поэтессе Юнне Мориц. Музыкальным сопровождением для третьего акта за авторством клавишника Владимира Горячева. Песня «В алмазных небесах» была перезаписана для «Lucky Sevens» ранее песня входила в релиз «Операция Пластилин» 2009 года. В основу создания композиции «В глаза своего Каина» легла библейская история про Каина и Авеля и история американских грабителей Бонни и Клайда. Песни «Марки» и «Курта Кобейна» из релиза «Акустический альбом утренник» 2006 года были перезаписаны в новых аранжировках для «Lucky Sevens». В конце 2012 года группа выпускает свой первый профессиональный видеоклип на песню «Стрекоза». В роли сценариста выступил «рйн» операторами стали Дмитрий Крылов и Андрей Шикунов также Шикунов занимался монтажом клипа.

## Список композиций
Все тексты написаны Анатолием Царёвым кроме отмеченных, вся музыка написана участниками группы «Operation Plasticine».
| №                   | Название               | Длительность |
| ------------------- | ---------------------- | ------------ |
| 1.                  | «В алмазных небесах»   | 5:46         |
| 2.                  | «Стрекоза»             | 3:14         |
| 3.                  | «В глаза своего Каина» | 3:43         |
| 4.                  | «Марки»                | 1:46         |
| 5.                  | «Stay Young!»          | 4:12         |
| 6.                  | «Курта Кобейна»        | 2:55         |
| 7.                  | «Киты»                 | 6:47         |
| Общая длительность: | Общая длительность:    | 28:23        |

| №                   | Название                                  | Длительность |
| ------------------- | ----------------------------------------- | ------------ |
| 8.                  | «Бемоль»                                  | 1:26         |
| 9.                  | «Под ритм фиолетовых сердец»              | 2:11         |
| 10.                 | «Регги»                                   | 3:37         |
| 11.                 | «Придурок»                                | 2:52         |
| 12.                 | «И полетим»                               | 3:18         |
| 13.                 | «Смеяться»                                | 3:41         |
| 14.                 | «Крыша, мальчик и сова» (стих Юнны Мориц) | 3:13         |
| Общая длительность: | Общая длительность:                       | 20:18        |

| №                   | Название            | Длительность |
| ------------------- | ------------------- | ------------ |
| 15.                 | «Мартовской грязью» | 2:12         |
| 16.                 | «Флоксы»            | 1:18         |
| 17.                 | «я Тебя Люблю»      | 0:40         |
| 18.                 | «Бегают»            | 1:08         |
| 19.                 | «Сердца»            | 2:18         |
| 20.                 | «Стереохимия»       | 1:06         |
| 21.                 | «Революция»         | 1:10         |
| Общая длительность: | Общая длительность: | 9:52         |

## Участники записи
| Операция Пластилин - Анатолий «рйн» Царёв — вокал, все гитары, клавишные. - Екатерина «Кошка» Цион-княжева — скрипка, вокал, бэк-вокал. - Алексей «Фронтмен» Разумов — бас-гитара, бэк-вокал. - Сергей «Зима» Зимарин — ударные. | Технический персонал - Сергей Левченко — клавишные, звукоинженерия, запись, сведение, мастеринг. - Степан Иванов — запись, сведение, мастеринг. - Павел Конфеткин — запись. - Хэл — дизайн-оформление. - Николай Верещака — фотограф. |